# Andrea Ferrara (giurista)
Andrea Ferrara (Tursi, 11 novembre 1882 – Roma, 1º luglio 1954) è stato un magistrato e giurista italiano.

## Biografia
Nacque a Tursi nel 1882 da Luigi Ferrara e Rachele Capitolo. Divenne magistrato nel 1905 e fu giudice presso il tribunale di Matera dal 1908 e Taranto dal 1914, consigliere di corte d'appello nel 1923 e consigliere di cassazione nel 1929. Dal 1936 fu presidente di sezione della Corte di Cassazione e successivamente dal 1947 al 1954 fu primo presidente della Suprema Corte di Cassazione.
Il 29 novembre 1952, il presidente della Repubblica Luigi Einaudi gli conferisce l'onorificenza di Cavaliere di gran croce dell'Ordine al merito della Repubblica Italiana.
Muore a Roma due anni più tardi, nel 1954.